# Przejście graniczne Kałków-Vidnava
Przejście graniczne Kałków-Vidnava – polsko-czeskie drogowe i małego ruchu granicznego przejście graniczne położone w województwie opolskim, w powiecie nyskim, w gminie Otmuchów, w miejscowości Kałków, zlikwidowane w 2007.

## Opis
Przejście graniczne drogowe Kałków-Vidnava z miejscem odprawy granicznej po stronie czeskiej w miejscowości Vidnava zostało uruchomione 4 kwietnia 2007. Czynne było całą dobę. Dopuszczony był ruch pieszych, rowerzystów, motocykli, samochodów osobowych i ciężarowych o dopuszczalnej masie całkowitej do 3,5 tony. Kontrolę graniczną osób, towarów i środków transportu wykonywała Placówka Straży Granicznej w Paczkowie.
Przejście graniczne małego ruchu granicznego Kałków-Vidnava zostało uruchomione 19 lutego 1996. Czynne było w godz. 6.00–22.00 przez cały rok. Dopuszczony był ruch pieszych, rowerzystów, motorowery o pojemności skokowej silnika do 50 cm³ i transportem rolniczym. Odprawę graniczną i celną wykonywały organy Straży Granicznej. Kontrolę graniczną i celną osób, towarów oraz środków transportu wykonywała Strażnica SG w Jasienicy Górnej.
21 grudnia 2007 na mocy układu z Schengen przejścia graniczne zostały zlikwidowane.